# Nina Sosnina
Nina Ivánovna Sosnina (en ruso: Ни́на Ива́новна Со́снина, en ucraniano: Ні́на Іва́нівна Сосніна́; 30 de noviembre de 1923 – 31 de agosto de 1943) fue una partisana soviética quien, durante la Segunda Guerra Mundial, lideró una célula clandestina del Komsomol en la ciudad soviética de Malyn. Fue declarada póstumamente Héroe de la Unión Soviética el 8 de mayo de 1965, más de veinte años después de su muerte en la guerra.

## Biografía

### Infancia y juventud
Nina Sosnina nació el 30 de noviembre de 1923 en el seno de una familia de origen ruso. Iván Sosnin, su padre, que nació en Siberia, era un médico que había ido a la escuela de medicina en Kiev después de viajar a Australia, Francia e Italia durante dos años. Después de graduarse en la escuela de medicina, se casó con una enfermera llamada Larisa Kondratiuk y la pareja pronto se mudó a la aldea de Kujari para ayudar a combatir una epidemia de fiebre tifoidea que se había desatado en la aldea. Después de que Valentín, el hermano menor de Nina, naciera allí en 1926, la pareja se mudó al cercano pueblo de Teterev donde establecieron un pequeño hospital. Cuando la salud de su padre empeoró, trajo a su familia de vuelta a su ciudad natal de Malyn, donde Nina se graduó en la escuela secundaria en el verano de 1941. Se unió al Komsomol en 1937.

### Segunda Guerra Mundial
Después de que el teniente primero del Ejército Rojo con el nombre de Pável Taraskin escapó del campo de prisioneros de guerra en el que estaba recluido, fue designado para ser el líder del Comité del Partido del distrito clandestino de Malyn y Sosnia fue nombrada secretaria del Comité del Komosomol del distrito. Taraskin ordenó que se formaran cinco células de resistencia, solo el líder de cada célula podría contactarlo directamente. Sosnina creó una célula de resistencia clandestina con base en Malyn y ayudó a formar células en otras aldeas de su distrito. La casa de su familia se convirtió en sede de las distintas actividades de resistencia en la zona; ahí era donde los partisanos entregaban los folletos que imprimían y donde crearon meticulosamente un mapa de las defensas del Eje en el área. Finalmente, los partisanos lograron obtener armas y explosivos después de convencer a los guardias eslovacos de las instalaciones de almacenamiento para que ayudaran a la resistencia, ya que muchos de los guardias habían sido pacientes del padre de Nina.
Como médico, Iván Sosnin falsificó certificados de salud para eximir a varios miembros de la resistencia del trabajo forzoso. No mucho después de usar los explosivos que reunieron para destruir una locomotora alemana, los alemanes ejecutaron a Taraskin el 22 de enero de 1943. Después de su muerte, la unidad partisana decidió que Sosnina sería el nuevo líder del grupo, y las unidades continuaron con su habitual distribución de folletos, operaciones de reabastecimiento, sabotaje y reconocimiento. Nina se volvió experta en el uso de una amplia variedad de armas, incluidas granadas y ametralladoras. Usando sus contactos con un ucraniano que luchaba en el ejército húngaro, logró emboscar a los destacamentos de castigo del Eje que eran enviados para capturar a los partisanos. Incluso después de que el comisario de los grupos partisanos le ofreciera un ascenso para convertirse en organizadora del Komosomol en su unidad, aunque rechazó la oferta para así quedarse en Malyn, ya que su unidad estaba planeando un nuevo ataque contra una guarnición del Eje.
Mientras ayudaba a un ametrallador herido llamado Fedor Zichenko, ella asumió su papel como artillero para brindar fuego de cobertura a sus compañeros soldados. Después de que su brazo desarrollara gangrena, lo que requirió amputación, en el pueblo de Pirishki, fue enviado a la casa de un maestro de escuela que simpatizaba con los partisanos, donde el Dr. Sosnin pronto llegaría para operarla; Nina lo acompañó. Sin embargo, un camión lleno de soldados alemanes rodeó la casa solo una hora después y se produjo un enfrentamiento, Nina defendió la casa disparando una ametralladora y arrojando granadas por la ventana. La maestra, sabiendo que sería ejecutada por dar refugio a los partisanos, se suicidó de inmediato. Otro prisionero de guerra soviético que se alojaba en la casa saltó por una ventana y fue capturado por la policía alemana. Finalmente, los soldados alemanes incendiaron la casa con el resto de los miembros de la resistencia aún dentro. Larissa y Valentín, que no estaban en la casa del maestro, fueron arrestados por la Gestapo y enviados a un campo de concentración, pero ambos lograron escapar y vivieron para ver el final de la guerra.

## Legado

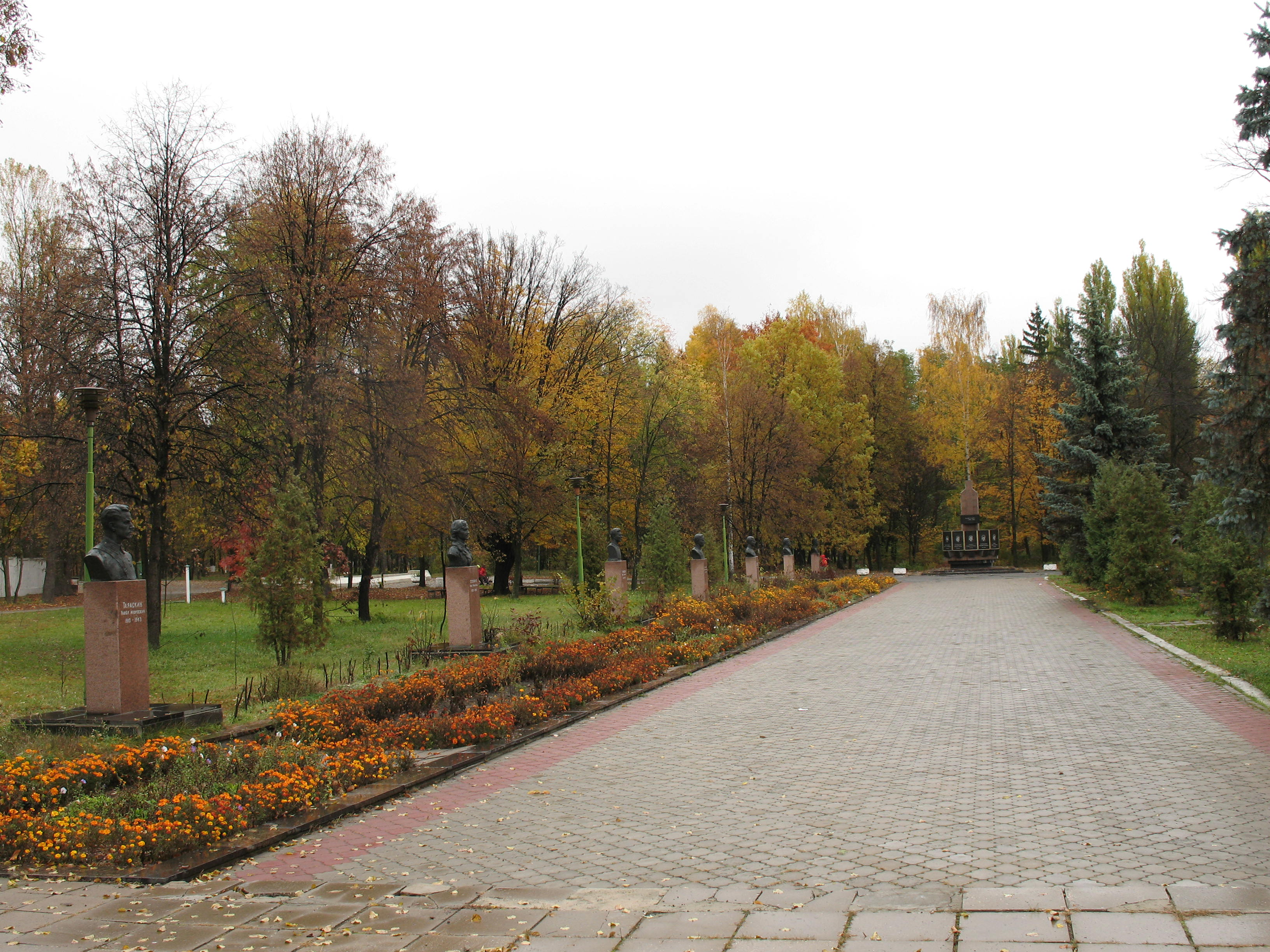
Un grupo de fosas comunes e individuales de soldados soviéticos y combatientes clandestinos. En total 615 personas fueron enterradas aquí incluida Nina Sosnina.

Poco después de su muerte fue nominada para el título de Héroe de la Unión Soviética, pero la nominación fue inicialmente rechazada porque varias personas de su grupo de partisanos tenían familiares que fueron arrestados durante la Gran Purga. Se le otorgó el título con retraso en 1965 después de que la rehabilitación de muchas personas arrestadas durante la Gran Purga condujo a la revaluación de su nominación, después de lo cual se construyeron varios monumentos y memoriales en su honor.

## Condecoraciones
|  | Héroe de la Unión Soviética |
|  | Orden de Lenin              |